# Dolph Ziggler
Nicholas Theodore "Nick" Nemeth (nascut el 27 de juliol de 1980), més conegut com a Adolph Ziggler, és un lluitador professional estatunidenc, comediant i actor. Actualment treballa a la marca de SmackDown Live de l'empresa World Wrestling Entertainment (WWE).
Nemeth va signar un contracte de desenvolupament amb la WWE el 2004, i va ser enviat a l'Ohio Valley Wrestling (OVW). Es va criar a la marca RAW en 2005 com a manager de Kerwin White. Va ser, però, enviat de tornada a l'OVW poc després, on es va unir al grup Spirit Squad com a Nicky. Van debutar en Raw el gener de 2006, i va guanyar el Campionat Mundial en Parelles. Al setembre de 2007, Nemeth va ser assignat a la Florida Championship Wrestling (FCW), on va guanyar l'equip de l'etiqueta FCW Florida campionat dues vegades, amb Brad Allen i més tard Gavin Spears.
Nemeth va tornar a la plantilla principal de la WWE amb el seu nom actual al setembre de 2008. Des de llavors, Ziggler ha celebrat el Campionat Mundial de pes pesat en dues ocasions, el Campionat Intercontinental en quatre ocasions, el Campionat dels Estats Units una vegada, i va ser els diners de 2012 al guanyador del Banc. També ha estat l'únic supervivent de dos eliminació Survivor Sèries partits en els esdeveniments de 2012 i 2014.
Durant el Clash of Champions de 2017 va guanyar en una triple amenaça el campionat dels Estats Units. En el següent Smackdown Live va renunciar al títol dient "que ningú mereixia veure'l com a campió".
En el Royal Rumble 2018 va tornar sent l'últim a entrar. Va ser eliminat per Finn Balor poc després. Va tornar a SmackDown Live poces setmanes més tard on va guanyar a Sami Zayn i va aconsseguir un combat pell títol de la WWE a Fastlane 2018.
- Música d'entrada
  - Time to shoot (2008-2009)
  - I am perfection (2009-Actual)

## Campionats i Assoliments
World Wrestling Entertainment/WWE
- World Heavyweight Championship (2 cops)
- WWE Intercontinental Championship (5 cops)
- WWE United States Championship (2 cops)
- World Tag Team Championship (1 cop) – amb The Spirit Squad
- Money in the Bank (2012)

## Altres Mitjans
Ziggler ha aparegut en vuit videojocs. El seu debut va ser en WWE SmackDown vs. Raw 2010, després va continuar apareixent en els següents lliuraments com a WWE SmackDown vs Raw 2011, WWE '12, WWE '13, WWE 2K14, WWE 2K15, WWE 2K16, WWE 2K17 i WWE 2K18.
Ziggler ha apareguts en diversos mitjans i sèries de la WWE, com Total Divas, on va protagonitzar un triangle amorós amb Nikki Bella i John Cena.